# Lễ hội mạ ma
Lễ hội mạ ma là một lễ hội của đồng bào người dân tộc Xinh Mun, Sơn La. Được xem là vẻ đẹp tinh túy nhất vẻ đẹp tinh thần, phong tục tập quán và tín ngưỡng.

## Thời gian
Thường diễn ra vào cuối xuân đầu hạ.

## Phần lễ
Chủ trì lễ hội là thầy tào, một hay hai đôi nam nữ giúp việc thầy tào gọi là "báo chạu, xao chua". Ban chủ trì còn có thêm 2 thầy mo và 2 người thổi sáo, đánh chiêng.
Bắt đầu lễ hội là thầy mo cầu cúng. Trong lúc cúng thì chiêng và sáo cũng hòa nhịp tạo âm thanh cho mọi người tham gia múa xòe và tăng bu xung quanh cây hoa "xặng bok". Cầu cúng xin cho con người sức khỏe, cộng đồng hòa thuận yên vui. Việc thực hiện lễ mang tính diễn xướng một thể loại văn nghệ dân gian.
Cây hoa (xặng bok) tượng trưng cho cây đời. Để chuẩn bị cho cho cây hoa "xặng bok" là cả một quá trình công phu. Người chuẩn bị là thầy mo và những "con nuôi" là người ốm do thầy chữa khỏi cùng với người dân trong bản. Một cây tre cao khoảng 3m được chọn làm "thân" cây, cành lá, hoa quả trên cây là những hình chim, chuồn sóc... Ngoài ra còn có cá, xương cá, con ve... và các vật dụng người Xinh Mun sử dụng như ô dù, chống chỉ, trống gỗ, tàu voi, tàu ngựa, cày bừa...Dưới gốc cây hoa trồng cây chuối lộn ngược, rêu, củ măng, quả bầu nậm... Xung quanh "xặng bok" là những bàn thờ cùng các mâm cúng với nhiều loại thức ăn.

## Phần hội
Phần hội có nhiều trò chơi như:
- Đấu kiếm
- Khỉ ăn chuối
- Trâu đằm
- Tao là Thằng ngốc
- Túc căn, lạc gưa là những trò mang tính biểu tượng, "túc căn" là đấu kiếm: hai người rút hai cần rượu cần, vờ làm kiếm xông vào đấu với nhau giữa tiếng hò reo cổ vũ của mọi người cho đến khi kiếm gãy nát mới thôi. "Lạc gưa" là kéo thuyền, mọi người dùng dây mây, chia hai phe kéo nhau....
- Xòe họa: Mọi người cầm mảnh vải dài nối tay nhau thành vòng tròn nhảy "xòe" quanh cây hoa. Vừa xòe họ vừa nhảy, xòe mạnh, nhảy cao được khuyến khích bằng những lời hô "họa, họa". Chỉ khi nào mọi người mệt lử, xòe họa mới dừng.
- Xòe tenh là mùa âm dương, trò này là cuộc diễn giữa hai người khác giới, họ xòe cùng với "đạo cụ" riêng. Người đàn bà dùng bẹ chuối, người đàn ông là lõi cây chuối đã ra buồng dài khoảng gần 1m. Người đàn ông kẹp lõi chuối vào háng và nhảy, cố gắng dùng "của dương"; đâm vào người đàn bà trong khi người đàn bà giơ "của âm" ra đỡ đến khi nào "của âm" đập ra "của dương" cụn ngủn mới thôi.